# Бартенев, Данил Михайлович
Данил Михайлович Бартенев — советский хозяйственный, государственный и политический деятель, Герой Социалистического Труда.

## Биография
Родился в 1919 году в селе Верхний Студенец. Член КПСС.
С 1933 года — на хозяйственной, общественной и политической работе. В 1933—1979 гг. — крестьянин, участник Великой Отечественной войны в составе 1845-го истребительно-противотанкового артиллерийского (ИПА) полка 29-й отдельной ИПА бригады, строитель, прораб, бригадир комплексной бригады 2-го строительного управления треста «Сталиногорскхимуглестрой» Тульского совнархоза, бригадир строителей в тресте «Новомосковскхимуглестрой» на строительстве новых производств Новомосковского химического комбината имени В. И. Ленина.
Указом Президиума Верховного Совета СССР от 9 августа 1958 года за выдающиеся успехи, достигнутые в строительстве и промышленности строительных материалов, присвоено звание Героя Социалистического Труда с вручением ордена Ленина и золотой медали «Серп и Молот».
Делегат XXI съезда КПСС.
Умер в Новомосковске в 1997 году.